# Omar Ibn Said

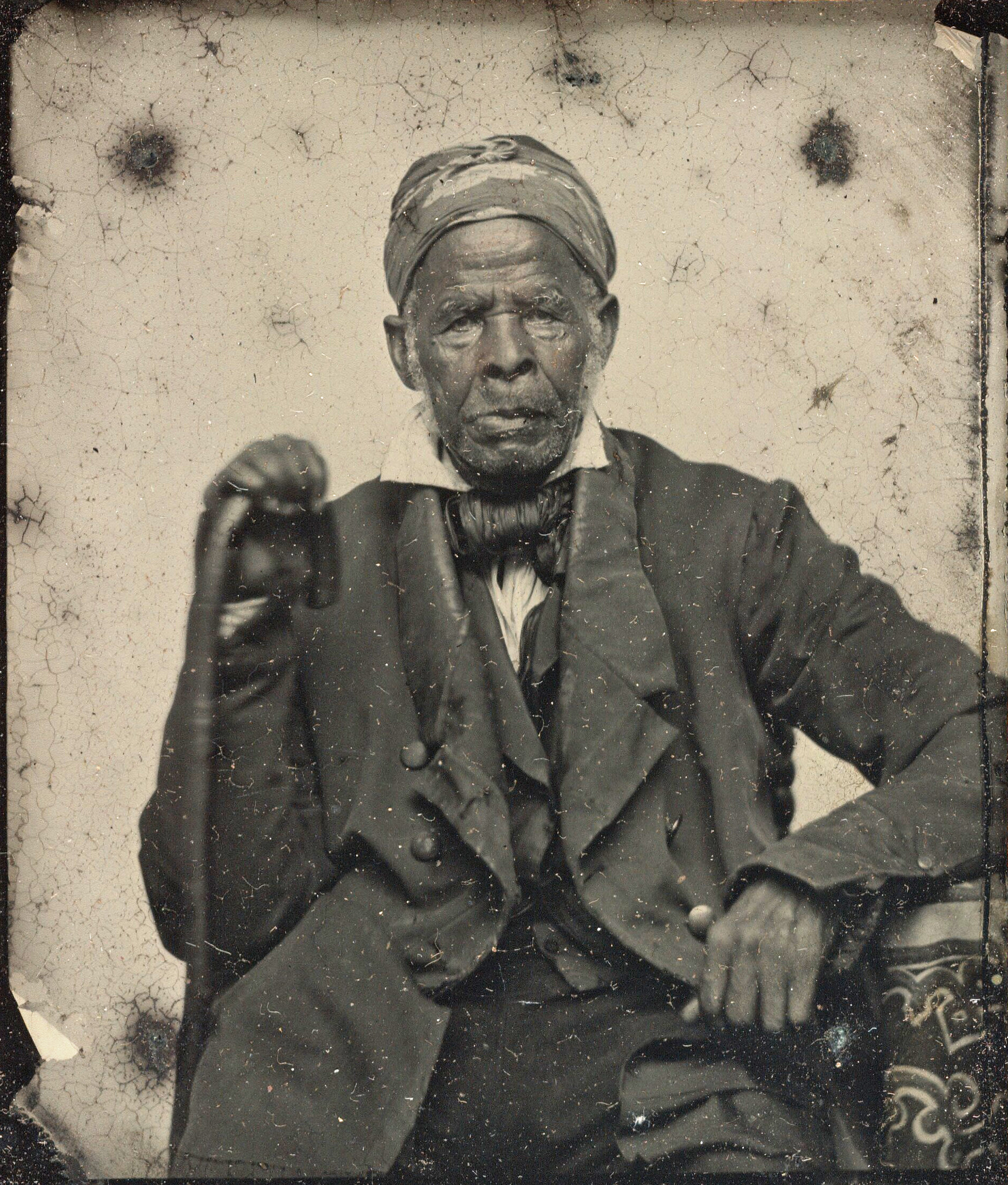
Omar Ibn Said hacia 1850

Omar Ibn Said (1770-1864; en árabe: عمر بن سعيد) fue un escritor y erudito islámico, nacido y educado en lo que hoy es Senegal en África Occidental, que fue esclavizado y transportado a los Estados Unidos en 1807. Allí, mientras permaneció esclavizado para el resto de su vida, escribió una serie de obras de historia y teología, incluida una autobiografía póstumamente famosa. Su historia desmonta los tópicos extendidos entre los norteamericanos sobre sus esclavos negros: que eran paganos, que habían tenido una existencia pobre y primitiva en África, que no tenían educación ni cultura y no sabían leer ni escribir...

## Biografía
Nació en Futa Toro, actual Senegal, en el seno de una rica familia de mercaderes. Su juventud la dedicó a formarse con varios maestros y probablemente estudió astronomía, filosofía y teología además del Corán, que se aprendió de memoria.
En 1807 fue apresado y llevado como esclavo a Estados Unidos. «Un día llegó a nuestra tierra un gran ejército que mató a muchos hombres. Me llevaron al gran mar y me vendieron a un cristiano, que me subió a un gran barco que navegó por el gran mar», escribió en su autobiografía. El barco negrero llegó a Charleston (Carolina del Sur) y allí Ibn Said fue vendido a «un hombre pequeño y malvado llamado Johnson, un infiel [kafir] que no temía a Dios». Enterado de las habilidades del esclavo James Owen, hermano del futuro gobernador de Carolina del Norte, John Owen, lo compró y con la familia Owen estuvo hasta su muerte. Le regalaron un ejemplar del Corán en inglés para que se aprendiera el idioma y también una Biblia para que se convirtiera. No le obligaron a realizar trabajos físicos. «Dos hombres excelentes», escribió Ibn Said, en referencia a los hermanos Owen.
Pronto se convirtió en una celebridad y fue visitado por sacerdotes, eruditos e intelectuales. Su caso apareció en varios artículos de prensa y libros y suscitó el interés de la sociedad abolicionista American Colonization Society. Al parecer fueron activistas abolicionistas los que le pidieron que escribiera su autobiografía, que comenzó en 1831. La empezó de la siguiente forma: «Mi nombre es Omar Ibn Said, hijo de Said, el lugar de mi nacimiento fue Futa Toro, entre los dos ríos [ Senegal y Gambia ]». Y la encabezó con una pasaje del Corán sobre «el dominio» que afirma que solo Dios es el dueño de todas las cosas y ninguna persona puede imponer su voluntad sobre otra. Era una forma sutil de condenar la esclavitud y en las primeras traducciones del texto árabe al inglés fue suprimida por no considerarla autobiográfica.
En 1827 se convirtió al cristianismo, pero se cree que nunca abandonó del todo su fe musulmana.
Murió en 1864, en plena guerra civil estadounidense, a la edad de 93 años. Así apareció la noticia de su muerte en el diario The North Carolina Standard: «Ha muerto un negro destacable. Se le conocía como el tío Mureau y era propiedad del general Owen de Wilmington». Al año siguiente fue abolida la esclavitud en Estados Unidos.

### Autobiografía
La autobiografía escrita en árabe —la única existente de un esclavo en ese idioma— consta de 15 páginas y fue recopilada junto con otros documentos por el abolicionista Theodore Dwight, de la Colonization Society de Nueva York. Fue traducida al inglés por primera vez en 1848. En 1920 se le perdió la pista pero en 1995 el legajo de Ibn Said apareció en poder de un coleccionista de monedad árabes en Alexandria (Virginia). Al año siguiente se subastó en Nueva York siendo adquirida por Derrick Beard, un coleccionista afroamericano musulmán, que para la preservación y difusión de la autobiografía y del resto de los documentos se puso en contacto con la Biblioteca del Congreso de Estados Unidos. Finalmente en 2017 la autobiografía con el resto de los 41 documentos escritos por Ibn Said fueron adquiridos por la Biblioteca del Congreso que los puso a disposición de los investigadores. A partir de febrero de 2019 fueron colgados en la página web de la institución para que fueran accesibles al público en general.